# Petite France, Strasbourg

Petite France (Mala Francija) je zgodovinska četrt mesta Strasbourg v Alzaciji v vzhodni Franciji. Je na zahodnem koncu Velikega otoka (Grande Île) na reki Îll. Tu se reka Ill razdeli na več kanalov, ki tečejo skozi območje, ki je bilo v srednjem veku sedež usnjarjev, mlinarjev in ribičev. Zdaj je ena glavnih turističnih znamenitosti Strasbourga. Kot del otoka Grande Île je na seznamu Unescove svetovne dediščine  od leta 1988. 
Nekoliko gorvodno od Male Francije reka Ill teče skozi Vaubanovo pregrado (Barrage Vauban), obrambno strukturo, zgrajeno ob koncu 17. stoletja. Dolvodno se reka razdeli v Canal du faux-Rempart, ki teče severno od Velikega otoka, in štiri kanale, ki tečejo skozi četrt, preden se združijo v glavni kanal, ki teče proti jugu Velikega otoka. Te štiri kanale prečka Pokriti most (Ponts Couverts), zgodnejša obrambna struktura treh mostov in štirih stolpov, ki kljub svojemu imenu ni bila pokrita od 18. stoletja. 
Dolvodno od Pokritega mostu štirje kanali tečejo skozi območje, pozidano s stavbami značilne predalčne lesene gradnje, ki jih povezujejo ozke steze in brvi večinoma iz 16. in 17. stoletja. Na poševnih strehah več zgradb so odprte mansarde, na katerih so včasih sušili kože. Trije od štirih kanalov (Zornmühle, Dinsenmühle, Spitzmühle), ki tečejo skozi četrt, so imeli jezove, ki so nekoč gnali mline in drugo industrijo, medtem ko je najsevernejši kanal ploven. Ta prehaja skozi zapornico in premični most Faisan v središču četrti in ga večinoma uporabljajo potniki z ladjami. 
Na severnem bregu reke Ill sta v osrčju četrti Hiša strojarjev, ki je dom strojarskega ceha, in Trg Benjamina Zixa. S tega trga teče več ulic, tudi Rue du Bain-aux-Plantes in Rue des Dentelles, ki so obzidane z značilnimi hišami predalčne lesene gradnje. Na vzhodu je cerkev svetega Tomaža, glavna mestna luteranska cerkev. Na zahodu za Pokritim mostom in do cerkve svetega Petra starejšega sta protestantska in katoliška cerkev v isti stavbi.
Ime Petite France (Mala Francija) ni bilo dodeljeno iz domoljubnih ali arhitekturnih razlogov. Izhaja iz "hospica za sifilitike" (francosko Hospic des Vérolés), ki je bil na tem otoku zgrajen v poznem 15. stoletju za zdravljenje oseb s sifilisom, ki so ga takrat imenovali Franzosenkrankheit (francoska bolezen) v nemškem jeziku. 

## Galerija
- Četrt jezov, zapornica in zgradbe predalčne lesene gradnje
- Turistična ladja na reki Ill
- Rue des Dentelles, ena od ulic v četrti
- Pont du Faisan, eden od mostov v četrti
- Petite France ponoči